# 2010 en Saskatchewan
Chronologie de la Saskatchewan
- 2006
- 2007
- 2008
- 2009
- 2010
- 2011
- 2012
- 2013
- 2014

Cette page concerne des événements d'actualité qui se sont produits durant l'année 2010 dans la province canadienne de la Saskatchewan.

## Politique
- Premier ministre : Brad Wall
- Chef de l'Opposition :
- Lieutenant-gouverneur : Gordon Barnhart
- Législature :

## Décès
- 6 décembre : Victor « Vic » Ivan Lynn (né le 26 janvier 1925 à Saskatoon et mort le dans cette même ville) est un joueur professionnel canadien de hockey sur glace devenu entraîneur[1].